# Hardrad
Hardrad, auch Hardrat (* 8. Jahrhundert; † nach 786) war ein fränkischer Graf. Er war die führende Figur einer Verschwörung Thüringer Adliger gegen Karl den Großen, die mit dem ersten urkundlich überlieferten Treueid von Untertanen gegenüber Karl dem Großen endete und als einer der Gründe angesehen wird, die den Kaiser beim Reichstag zu Aachen 802/803 zur Anerkennung des Thüringischen Volksrechts in der Lex Thuringorum bewogen.

## Herkunft
Über das Leben des Grafen Hardrad ist wenig bekannt. Er soll als Angehöriger des ostfränkischen Hochadels über umfangreichen Grundbesitz verfügt und gute Kontakte zum Kloster Fulda gepflegt haben. Untersuchungen weisen auf verwandtschaftliche Beziehungen in den Lobdengau zu Graf Warin hin, der mit Abt Baugulf, Abt des Klosters Fulda verwandt war. Träger des Namens Hardrad erscheinen im 8. und 9. Jahrhundert des Öfteren in den Traditionsbüchern der Klöster Fulda, Lorsch und Weißenburg. Sie gehören zu einer vor allem im Wormsgau, vermutlich auch in Thüringen (um Sömmerda, Kölleda, Haßleben), später zudem im Saalgau begüterten Adelsfamilie mit verwandtschaftlichen Beziehungen zur fränkischen Reichsaristokratie (Widonen, Rupertiner). Neuere Forschungen sehen in der Person des Verschwörers Hardrad einen Angehörigen dieser Sippe. Zeitlich kommt vor allem ein zwischen 773 und 781 in Ilvesheim (bei Mannheim) genannter Hardrad in Frage. Ein 771 im Kartular der lothringischen Abtei Gorze als bereits verstorben genannter Hardrad, Vater eines Ratard, könnte der Vater oder Großvater des jüngeren Hardrad gewesen sein; vielleicht ist er identisch mit zwei weiteren Namensträgern, von denen der eine 746 in Echternach erscheint und der andere 721 in Prüm als Sohn der Adeligen Bertrada und Bruder des Grafen Heribert von Laon, des mütterlichen Großvaters Karls des Großen, erwähnt wird.

## Aufstand gegen Karl den Großen
Anlass des Aufstandes soll die Verlobung einer Thüringerin gewesen sein, die nach Thüringer Stammesrecht mit einem Franken verheiratet werden sollte. Karl der Große jedoch forderte eine Verheiratung nach fränkischem Recht. Daraufhin verschwor sich Hardrad mit zahlreichen anderen Thüringer Adligen gegen den Kaiser. Diese Darstellung wird jedoch von Historikern als dichterische Überhöhung angesehen. Hintergrund der Verschwörung sei vielmehr die Einführung der karolingischen Reichsordnung in Thüringen gewesen, wenngleich die Darstellung als Streit um die Form der Eheschließung verdeutliche, dass der eigentliche Anlass für den Aufstand ein vergleichsweise nichtiger gewesen sein muss. Mit Ratulf, dem Vater von Fastrada, vierte Ehefrau Karls des Großen, hatte der Aufstand auch Unterstützer am Hof des Kaisers. Ziel der Verschwörer soll es gewesen sein, Karl den Großen gefangen zu nehmen und zu töten. Dieser reagierte zunächst vergleichsweise geduldig und beauftragte 786 einen Gesandten, die Thüringer zum Gehorsam zu bewegen, den diese aber verweigerten. Daraufhin entsandte Karl Truppen nach Thüringen, um die Besitztümer der Aufständischen zu verwüsten. Diese flohen in das Kloster Fulda. Abt Baugulf nahm sie zwar unter seinen Schutz, unterrichtete aber zugleich Karl den Großen davon, dass sich die Thüringer in seiner Obhut befanden. Karl befahl die Aufständischen an seinen Hof. Im dortigen Prozess trug Hardrad als Rechtfertigung für die Verweigerung der Gefolgschaft vor, dass er dem König keinen Treueid geleistet habe. Daraufhin ließ Karl der Große einen Teil der Aufständischen nach Italien verbringen, wo sie ihm und seinen Nachkommen die Treue schwören sollten. Dies gilt als erster urkundlich erwähnter Treueid gegenüber Karl dem Großen. Das Berufen der Verschwörer auf ihr Stammesrecht wird zudem als einer der Beweggründe Karls des Großen angesehen, die Aufzeichnung der Lex Thuringorum um 802 zu veranlassen und damit das Thüringer Recht zumindest in Teilen anzuerkennen.
Auf dem Rückweg ließ Karl der Große die Aufständischen blenden und konfiszierte ihre Güter. Über das weitere Leben Hardrads ist nichts bekannt, vermutlich wurde er des Reiches verwiesen. Lediglich eine Ehe zwischen einer seiner Töchter und dem fränkischen Adligen Meginhar ist nachgewiesen. Meginhars Sohn Reginhar, Hardrads Enkel, war als Gefolgsmann des italienischen Königs Bernhard in dessen Aufstand gegen Ludwig den Frommen verwickelt, wurde wie dieser am 15. April 818 geblendet und erlag später seinen Verletzungen.

## Dokumentarfilme
- Karl der Große – Der Aufstand der Thüringer. (= Geschichte Mitteldeutschlands. Folge 73). 45 Min. Deutschland 2012.[11]